# Leptodactylus riveroi
Espèce
Statut de conservation UICN

 LC  : Préoccupation mineure
Leptodactylus riveroi est une espèce d'amphibiens de la famille des Leptodactylidae.

## Répartition
Cette espèce se rencontre :
- dans l'est de la Colombie ;
- au Brésil dans les États d'Amazonas et du Pará ;
- au Venezuela dans l'État d'Amazonas.

## Étymologie
Cette espèce est nommée en l'honneur de Juan Arturo Rivero.

## Publication originale
- Heyer & Pyburn, 1983 : Leptodactylus riveroi, a new frog species from Amazonia, South America (Anura:  Leptodactylidae). Proceedings of the Biological Society of Washington, vol. 96, no 3, p. 560-566 (texte intégral).